# 나탈리아 니키엘
나탈리아 니키엘(폴란드어: Natalia Nykiel, 1995년 2월 8일 ~ )은 폴란드의 싱어송라이터이다.